# Harm Korringa
Harm Korringa (Haarlemmerliede, 25 oktober 1877 – Heemstede, 21 oktober 1965) was een Nederlands architect.

## Leven en werk
Korringa ging in 1910 wonen in Heemstede. Hij ontwierp onder andere de gebouwen op het tentoonstellingsterrein van de Internationale Bloemententoonstelling Flora Heemstede in 1925. Daarnaast ontwierp hij vele huizen en winkelpanden in met name Heemstede, Haarlem en Aerdenhout.

## Lijst van werken (selectie)
- Noorderkerk (1923) in Haarlem
- Floratentoonstelling (1925) bij Groenendaal in Heemstede
- Lighal bij Meer en Berg (1926) in Bloemendaal
- Monument voor Jan Lambrecht Zegers (1929) bij Meer en Bosch in Heemstede
- Lorentz De Haas laboratorium (1933) bij Meer en Bosch in Heemstede